# Bördekreis
Bördekreis a fost un district rural în landul Saxonia-Anhalt, Germania. Acum face parte din districtul rural Börde